# اف‌سی‌ای هند
اف‌سی‌ای هند (انگلیسی: FCA India Automobiles) یا فیات هند شرکت خودروسازی هندی است، که در سال ۱۹۹۷ توسط شرکت فیات تأسیس شد و هم‌اکنون متعلق به شرکت استلانتیس است.
این شرکت برای تولید خودرو و موتور تحت برندهای فیات، آبارث و جیپ تأسیس شد. شرکت اف‌سی‌ای هند نهمین خودروساز بزرگ هند از نظر میزان فروش است.